# Wiederspielwert
Wiederspielwert oder Wiederspielbarkeit (engl. replay value oder replayability) ist ein Begriff aus der Entwicklung und Bewertung von Spielen, besonders Computerspielen. Er bezeichnet die Eigenschaft von Spielen, nach erstmaligem Durchspielen auch in erneuten Anläufen Spaß zu bereiten.

## Begriffsklärung
Der Wiederspielwert hat besondere Bedeutung beim Einzelspieler-Modus von Computerspielen, bei denen der Spieler alleine am Computer antritt. Gesellschaftsspiele haben von vorneherein einen hohen Wiederspielwert, da man mit anderen Personen spielt und so jedes Spiel anders ist. Ähnlich verhält es sich mit Mehrspieler-Computerspielen.
Ein verwandter, aber zu unterscheidender Begriff ist die Langzeitmotivation, die ebenfalls besonders bei Solo-Computerspielen zum Tragen kommt. Dies gilt vor allem bei Spielen ohne eigentliches Spielende wie zum Beispiel SimCity.

## Kriterien eines guten Wiederspielwertes
Nachfolgend eine Auflistung von Spieleigenschaften, die den Wiederspielwert fördern. Wie oben dargelegt, beziehen sich diese Kriterien überwiegend auf Solo-Computerspiele. Eine Kombination dieser Kriterien in einem Spiel erhöht im Allgemeinen die Wiederspielbarkeit.
Wenig komplexe Eigenschaften werden zuerst aufgeführt.

### Highscores
Highscore-Tabellen erhöhen die Wiederspielbarkeit von Spielen, da sie einer Art indirektem Mehrspielermodus entsprechen. Gerade ältere Spiele haben häufig kein unmittelbares natürliches Spielende, das heißt, das Spielziel ist, möglichst lange durchzuhalten. Das Spielende ist definiert durch das Ableben der Spielfigur – Game over. Highscores fordern besonders in Spielhallen die Spieler dazu heraus, ihre Spielleistung immer weiter zu verbessern, um ihren Platz in der Highscoreliste behaupten zu können. Highscores haben dadurch einen wettbewerbsmäßigen Charakter. Beispiele: Pac-Man, Tetris, Flipperautomaten.

### Verschiedene Möglichkeiten des Sieges
Besonders bei Strategiespielen steigt der Wiederspielwert, wenn es unterschiedliche Möglichkeiten gibt, das Spiel zu gewinnen, zum Beispiel eine friedliche und eine militärische Vorgehensweise. So kann man ein Spiel ganz anders anpacken, um es zu gewinnen. Beispiele dafür sind Civilization oder Age of Empires.

### Variabler Schwierigkeitsgrad
Häufig sind Computerspiele für den Einsteiger zunächst nur in einem einfachen Schwierigkeitsgrad zu bewältigen. Nach dem Durchspielen kann der Spieler sich dann in einem höheren Schwierigkeitsgrad versuchen. Beispiele: Civilization, Diablo II.

### Sammeln von Erfahrungspunkten
Im Gegensatz zu den Highscores beeinflussen Erfahrungspunkte den Spielverlauf. Meistens werden die Erfahrungspunkte in eine Erfahrungsstufe umgerechnet. Für jede weitere Stufe werden mehr Erfahrungspunkte benötigt oder gleichstarke Gegner bringen weniger Erfahrung. Mit zunehmender Stufe bzw. Erfahrungspunkten werden bestimmte Fähigkeiten (Zaubersprüche, Angriffstechniken) freigeschaltet. Weiterhin erhöht die Erfahrungsstufe einige Grundparameter, z. B. Angriffswert und Verteidigungswert. Erfahrungspunkte passen indirekt den Schwierigkeitsgrad des Spiels an die Fähigkeiten des Spielers an. Ist eine Spielwelt zu schwer, so gewinnt man trotz Niederlage an Erfahrung, sodass es beim erneuten Versuch etwas leichter wird. Ist das Sammeln von Erfahrung nicht unbegrenzt möglich, dann verliert diese Komponente am Ende des Spiels ihren Wert. Beispiele: Pokemon, Gemcraft.

### Sammeln einer Währung für Upgrades
Eng verwandt mit den Erfahrungspunkten ist das Sammeln einer Währung (Geld, Mana, Rohstoffe), mit der dann die Fähigkeiten verbessert werden können: Beispielsweise verursachen die Zaubersprüche mehr Schaden oder der Motor verbraucht weniger Treibstoff. Am Ende des Spiels sind die Upgrades jedoch meist begrenzt, sodass die Währung überflüssig wird. In einigen Spielen kommen sowohl Erfahrungspunkte als auch eine Währung vor. Beispiele: Upgrade Complete.
Gemeinsamkeiten mit den Erfahrungspunkten
- werden im Laufe des Spiels gesammelt
- Freischalten von Fähigkeiten
- Herabsenken des Schwierigkeitsgrades nach Niederlagen
- Sammeln wird überflüssig, wenn es keine Upgrades mehr gibt

### Sammeln von Gegenständen
Ein deutlicher Spaßfaktor ist, wenn man Gegenstände mit unterschiedlichen Attributen sammeln kann. Dabei gibt es meist häufige, billige Gegenstände, die nur die notwendigen Werte liefern, und es gibt seltene, teure Gegenstände, bei denen die notwendigen Werte wie Rüstungsbonus besonders hoch sind und zusätzliche Fähigkeiten besitzen. Das gleiche Level kann daher erneut durchgespielt werden, um zufällig einen seltenen Gegenstand zu erhalten. Der Spieler hat die Möglichkeit, seine Ausrüstung vor den Level zu optimieren. Bietet das Spiel nicht unendlich seltene Gegenstände, sodass man irgendwann alle seltenen Gegenstände einmal gesehen hat, dann vergeht die Sammellust. Beispiele: Monsters Den.

### Sammeln von Achievements
Durch die Vergabe von virtuellen Auszeichnungen (sogenannte „Achievements“) für das Erreichen von Zielen oder bestimmter Handlungen in Computerspielen soll der Wiederspielwert gesteigert werden. Da sich diese Aufgaben meist nicht auf das Spiel auswirken, stellen sie zusätzliche Metaziele zum eigentlichen Spielrahmen dar. So kann z. B. die Lust der Spieler an zusätzlichen Experimenten, Herausforderungen oder Sammel- und Erkundungsaufgaben geweckt werden. Zudem können Spieler eine hohe Gesamtzahl an gesammelten Achievements anstreben, die meist durch eine Fortschrittsanzeige dargestellt wird, und sich mit anderen Spielern messen.

### Versteckte Geheimnisse
Ein beliebtes Element sind Geheimräume, Geheimlevels, versteckte Schätze, Bonusgegenstände und sogenannte Easter Eggs. Diese laden dazu ein, nach Ende der Haupthandlung weiter die Spielwelt zu durchsuchen. Beispiele: Grand Theft Auto: San Andreas, Quake.

### Verbesserung der Spielfigur
In diversen Computer-Rollenspielen besteht die Möglichkeit, nach dem Spielende den Spielercharakter zu exportieren und mit diesem erneut im Spiel anzutreten. Dadurch wird es dem Spieler ermöglicht, die Ausrüstung seiner Spielfigur weiter zu verbessern, neue Fertigkeiten zu erlernen und/oder höhere Stufen der Charakterentwicklung zu erreichen. Beispiele: Diablo II, Sacred.

### Verschiedene Spielfiguren
Computer-Rollenspiele oder Hack-and-Slay-Spiele bieten oft eine Auswahl verschiedener Spielfiguren, die zum Teil sehr unterschiedliche Fähigkeiten besitzen. Das erneute Spielen mit einer anderen Figur erfordert veränderte Herangehensweisen an die Aufgaben des Spiels. Beispiel: Diablo.
Bei Computer-Strategiespielen stehen oft unterschiedliche Rassen/Völker zur Auswahl, die über unterschiedliche Fähigkeiten, manchmal auch nur über spezielle Einheiten, verfügen, die zur Lösung des Spieles verschiedene Ansätze erlauben. Beispiel: Warcraft 3.

### Nichtlineares Leveldesign
Nichtlineares Leveldesign stellt dem Spieler mehrere Möglichkeiten zur Auswahl, von einem Bereich innerhalb des Levels in den nächsten zu gelangen. Dies kann beispielsweise realisiert werden durch Alternativwege zwischen den einzelnen Raumabschnitten oder durch die freie Wahl der Reihenfolge bei zu erledigenden Aufgaben. Nichtlineares Leveldesign wirkt sich unmittelbar auf den Spielverlauf innerhalb eines Levels aus, nicht zwingenderweise auf den Verlauf der übergeordneten Handlung (siehe unten). Beispiele: Deus Ex, Far Cry, Morrowind.

### Nichtlinearer Handlungsverlauf
Spiele, in denen Entscheidungen des Spielers Einfluss auf den Verlauf der Handlung haben, haben einen höheren Wiederspielwert. Das gilt vor allem dann, wenn nicht alle Entscheidungsmöglichkeiten in einem Spieldurchlauf genutzt werden können.
Dies betrifft insbesondere Computer-Rollenspiele und Adventures, bei denen der Spieler durch Entscheidungen bestimmte Handlungsstränge freischaltet, gleichzeitig aber andere blockiert. Beispiele: Baldur’s Gate 2.

### Variables Spielfeld
Spiele können in ihrer Wiederspielbarkeit von variablen Spielfeldern, auf denen die Aktionen zum Tragen kommen, leben. Die Spielwelt wird bei Start einer neuen Partie oder während des Spiels zufällig generiert, das heißt, Landschaften, Städte oder Dungeons sehen bei jedem Spiel anders aus. Das bedingt allerdings häufig den Nachteil einer generischen Grafik und bedeutet im Regelfall auch einen Mehraufwand bei der Entwicklung des Spiels. Zufällig erzeugte Spielwelten können in verschiedenen Computerspielgenres zum Einsatz kommen, etwa bei Rollenspielen (Rogue, Diablo), Strategiespielen (Civilization, Heroes of Might and Magic) oder Wirtschaftssimulationen (Transport Tycoon). Auch mehrere Gesellschaftsspiele verwenden variable Spielwelten, darunter Die Siedler von Catan, Die neuen Entdecker oder Carcassonne.

### Neues Spiel mit veränderten Werten
Als New Game Plus bezeichnet man einen Spielmodus, der erst freigeschaltet wird, wenn der Spieler ein Spiel mindestens einmal durchgespielt hat oder einen bestimmten Wert (z. B. an Erfahrungspunkten) im Spiel erreicht hat. Der Modus ermöglicht es dem Spieler, das Spiel mit veränderten Rahmenbedingungen oder Ergebnissen neuzustarten, so dass der Spieler bei dem erneuten Spielen Unterschiede in der Spielwelt entdecken kann oder Änderungen im Gameplay merkt. Viele Spiele nutzen den Modus, um die Geschichte (aus einer anderen Perspektive) weiterzuerzählen oder Hintergründe zu offenbaren oder neue Herausforderungen und Anreize zu schaffen. Beispiele für solche Änderungen sind ein höherer Schwierigkeitsgrad, alternative Handlungsstränge, die Einführung eines neuen spielbaren Charakters oder der Erhalt spezieller Items oder Achievements. Je nach Spiel lassen sich auch einige Werte oder Items in den neuen Spielstand übernehmen.

### Level-Editoren
Viele Computerspiele werden mit einem Level-Editor ausgeliefert. Der Spieler kann eigene Level erstellen, um diese dann – in der Regel über das Internet –
anderen Spielern zur Verfügung zu stellen. Mit geändertem Spiel-Inhalt, aber gleichem Grundspiel bzw. „Spiel-Gerüst“ kann er dann das Spiel erneut spielen. Beispiele: Neverwinter Nights, Age of Empires, Jagged Alliance 2, Quake, Counter-Strike.
Ähnlich wie Spiele mit variablem Spielfeld haben manche dieser Spiele den Nachteil von generischen Grafiken und Sounds. Bei Spielen wie der Quake-Serie oder der Unreal-Tournament-Serie, bei denen eine gute Modifizierbarkeit zum Grundkonzept gehört und eine große Editing-Community existiert, besteht dieses Problem allerdings nicht, und der Wiederspielwert bleibt durch neu herauskommende Level jahrelang erhalten.

### Modifikationen an der Software des Spiels (mods)
Nachträgliche Veränderungen an der Software des Spiels, sog. mods, können ebenfalls zur Wiederspielbarkeit beitragen. Diese Änderungen oder Ergänzungen werden häufig durch technisch versierte Spieler erstellt. Wie bei Level-Editoren beschrieben, ist ein erneutes Durchspielen mit geändertem Spiel-Inhalt, aber gleichem Grundspiel möglich. Beispiele: Neverwinter Nights, Half-Life, Quake, Unreal Tournament.

## Kriterien eines schlechten Wiederspielwertes

### Frustfaktor
Ist der Frustfaktor eines Computerspieles hoch, ist der Wiederspielwert zwangsläufig niedrig. Vergeht dem Spieler durch einen zu hohen Schwierigkeitsgrad, durch technische Unzulänglichkeiten (zum Beispiel sogenannte bugs oder eine unkomfortable Steuerung) oder durch unangemessen hohe Hardware-Anforderungen frühzeitig die Lust am Spiel, wird es oft vor dem erstmaligen Durchspielen deinstalliert.
Doch auch ein zu niedriger Schwierigkeitsgrad wirkt dem Wiederspielwert entgegen, da die Herausforderung entfällt.

### Linearer Handlungsverlauf
Narrative Spiele, insbesondere Adventures, haben oft einen linearen Handlungsablauf, dem bei einem erneuten Spielen erneut gefolgt werden müsste. Da das bevorstehende Spielgeschehen dem Spieler dann bereits bekannt wäre, ist die Wiederspielbarkeit bei solchen Spielen gering.